# Герман (Барутович)
Герман Барутович — архимандрит Русской православной церкви, ректор Казанской духовной семинарии.

## Биография
Воспитанник Киевской духовной академии, «из Киевских иеромонахов» в 1730 году был назначен архимандритом Благовещенского Нежинского монастыря, именуемого Назаретом. В апреле 1732 году в Казань был поставлен архиепископом учёный малороссиянин Иларион Рогалевский, который в том же году вызвал Германа в Казань, где последний получил архимандрию в Спасо-Преображенском монастыре. В этом монастыре построил каменные братские кельи; в соборе «разделил большие окна и построил лепоукрашенный иконостас».
Как киевлянин, он особенно старался о распространении в Казани почитания Святой Варвары: над вратами вместо ветхой церкви Положения Ризы Богородицы он построил церковь Святой Варвары и выписал из Киева часть мощей великомученицы.
Одной из главных задач Илариона было расширение устроенной в 1723 году Казанской «славяно-российской» школы, где происходило обучение только «славянской грамматике и букварям». Архиепископ выписал из Киева учителей для обучения школьников и «латинского диалекта», и школа таким образом обратилась уже в «славяно-латинскую». Тогда же начата была постройка здания семинарии, в которую постепенно должна была быть преобразована Казанская школа. Для управления семинарией была учреждена «особливая контора», и Герман был определён Иларионом «к новозачатой семинарии Казанской для строения и произвождения славяно-латинских наук» с титулом «управителя». Пользуясь широкими полномочиями от архиерея, Герман действовал самостоятельно и энергично: он «со всяким искушением экзаменовал» воспитанников и «достойных к высочайшим школам промовал (от лат. promovеге)»; своею властью, он назначил учителем инфимы и фары Соколовского и определил ему такое же жалованье, как учителям высших школ. Стараниями Германа с осени 1735 г. в школе был открыт класс пиитики. Вообще, стремясь устроить в Казани семинарию с полным курсом и с «многособранным числом учеников», Герман не стеснялся средствами и особенно не щадил доходов архиерейского дома, так что, по выражению профессора Покровского, «готов был все домовые доходы считать семинарскими». В этом с ним был согласен и архиепископ Иларион, который, кроме того, отписал на семинарию некоторые монастырские вотчины и обложил двойным взносом на семинарию церкви и крестьян духовных вотчин. Одновременно с возведением здания семинарии Герман, по признанию Синода, свой Спасский монастырь, «обветшавший от несмотрения прежних властей, возобновил и устроил». 
В марте 1735 года архиепископ Иларион был переведён в Чернигов, и Герман вместе с архимандритом Раифской пустыни Мисаилом в продолжавшееся до сентября междуархиерейство ведал Казанскую епархию. Враги Германа впоследствии утверждали, что он «престол Казанского архиерейства всякими образы желал восприять, о чем и заручныя собирал», опираясь на партию среди духовенства со своим кумом Благовещенским соборным протопопом Михаилом Ивановым во главе. Переведённый в сентябре 1735 года в Казань из Суздаля архиепископ Гавриил, человек неученый, прибыл (2 октября 1735 года) в Казань с предубеждением, как вообще против насажденной Иларионом семинарской науки, так в особенности против семинарского «управителя», в котором видел своего соперника. Нашлись, конечно, люди, недовольные Германом, начавшие разжигать раздражение владыки против Спасского архимандрита. В декабре 1735 года бывший архиерейский казначей иеродиакон Иосиф и некоторые другие домовые люди подали архиерею 6 доношений на Германа в «забрании» разного архиерейского имущества, начиная строительными материалами и кончая мелочами вроде «конфеточных» подносов и «финифтяных» чашек. Тотчас по приезде Гавриил Германа «от училища отставил», уволил «словесно» Соколовского и распустил учеников фары и инфимы. Положение Германа сделалось невыносимым после почёта и влияния при Иларионе, и Гавриил с некоторой долей правдоподобия доносил Синоду, что взволнованный архимандрит «приходил к нему с немалым невежеством и при этом яростно употреблял, что он ему не подчинен, его не слушает». В своей распре с Гавриилом Герман искал поддержки у влиятельных учёных земляков — архиепископа Феофана Прокоповича и Вологодского епископа Амвросия Юшкевича; к ним он послал «приватные письма» о защите его от «безвинно злобствующего на него» архиепископа и об освобождении «из того Египта».
5 февраля 1736 года Священный синод Русской православной церкви рассматривая Казанское дело, нашёл в распоряжениях Гавриила «противные Её Величества указом поступки» и потребовал от него «обстоятельного известия». В то же время Синод постановил вызвать Германа в Санкт-Петербург, «дабы ему по оным нападениям и утеснению не нанеслось какого крайнего озлобления». Прибывшему в Петербург Герману в июне 1736 года было поручено временно исправлять чреду священнослужения. Гавриил утверждал, что он распустил учеников «по силе Духовного Регламента», предписывающего содержать лишь столько учеников, «по сколько человек собираемого с монастырей и церквей хлеба к пропитанию и нуждам станет». Это формальное объяснение во всяком случае не показывает в Гаврииле той любви к просвещению, какую имел его преемник епископ Лука Конашевич, при тех же средствах «своим рачением и щедротою» обративший в полную семинарию запустошенную Гавриилом славяно-латинскую школу.
Профессор Покровский, признающий до некоторой степени формальную законность мероприятий Гавриила по отношению к школе, замечает однако, что Гавриил «строго держался правила: денег нет, и дела нет». Совсем уже без всякого основания Гавриил утверждал, что он «никакого злобства к архимандриту не имел» и что он «несведом» был о назначении Германа «для строения семинарии». При этом Гавриил пытался критиковать и педагогическую систему Германа в той её части, которая была доступна пониманию знавшего лишь славянскую грамоту владыки. Гавриил особенно подчёркивал, что из «свидетельствованных» им фаристов и инфимистов «многие явились славяно-российских книг Часослова и Псалтыри необученные» и по этому самому были отданы родственникам «для изучения показанных российских книг в твердость дабы за необучением первее оных книг чтением прочих книг и в следующем других наук познании неудобопонятными быть не могли».
Почти год тянулось следствие по Казанскому семинарскому делу. Лишь в декабре 1736 года Синод постановил решение с видимым желанием во всем оправдать страдавшего за любовь к просвещению Германа. Некоторые забранные вещи ему было велено «возвратить без удержания», но иное было ему поставлено на том основании, что «оное в расход употребил не туне, понеже он в то время был в архиерейском доме в правлении домовых и епаршеских дел»; «запущенные» якобы Германом подряды были поставлены в вину не архимандриту, а подрядчикам; относительно некоторых обвинений было прямо сказано, что это «протестовано от единой точию ненависти на архимандрита Барутовича»; даже не поставлено было ему в вину с большим коварством указанное его обвинителями несвоевременное принесение им присяги на том основании, что он «учинил оную доброжелательно, как только осведомился, что ему у присяги быть надлежит». Синод поставил в вину Герману только употребление им в своей просьбе к Амвросию Юшкевичу «непристойной и дерзкой речи о своем пастыре, чтобы-де от того Египта ему освободиться, якобы он, архимандрит, от Его Преосвященства порабощен был, как люд Израильский от фараона». Но и за это Герман был наказан лишь «отрешением от Казанской епархии», которого он сам желал, да и это определение Синода потеряло всякое значение после того, как 23 декабря того же года Герман был назначен настоятелем Московского Спасо-Андроникова монастыря. Для довершения торжества Германа 3 января 1737 года указом Кабинета ему была отдана в ведение та же Казанская школа с подчинением его исключительно Св. Синоду. Герман занял в Казани независимое положение, опираясь на губернатора князя Голицына, которому было поручено следствие про произвольные действия Гавриила.
В январе 1738 году уже были восстановлены фара и инфима; Герман строил семинарию и хлопотал даже о площади, «приличной для размножения сада и саждения всяких огородных овощей для студентов и их рекреаций». Гавриил в бессильной злобе пробовал досадить Герману хотя бы мелочами и жаловался Синоду на самовольное совершение архимандритом священнодействий в Казани. Но 9 марта 1738 года Синод дозволил Герману «невозбранно отправлять священнослужение, когда восхощет», и в тот же день перевёл Гавриила в Великий Устюг. Герман оставался «у надсмотрения» школ до 23 октября 1738 года, когда Синод передал школы епископу Казанскому Луке, а Германа постановил за его «трудополнение» перевести «на высшую степень» в Свияжский Богородицкий монастырь с поручением ему «поправлять и новокрещенские дела», но в декабре того же года новокрещенские дела со Свияжской архимандрией были переданы Димитрию Сеченову, а Герман остался архимандритом Андроникова монастыря и был назначен членом Московской духовной дикастерии.
24 октября 1743 года он «для некоторых Св. Прав. Синоду известных благословных резонов» был переведён в Гамалеевский монастырь Черниговской епархии. Повод к этому подало употребление Германом «неведомо в какой расход» иконных «привесов» и в Казанском и в Андрониеве монастырях.
15 марта 1744 года в Гамалеевском монастыре был оставлен прежний настоятель, а Герман временно был помещён в Густынский Свято-Троицкий женский монастырь на «честную и нескудную порцию против трех братов». Когда оказалось свободно место архимандрита в Нежинском Благовещенском монастыре, на это место 2 марта 1746 года был назначен Герман.
По его «представлениям» в 1746—1749 гг. Киевские митрополиты ходатайствовали о возвращении Нежинскому монастырю завещанных ему Стефаном Яворским денег и книг «для репарации» монастырских церквей.